# 歩いてる
『歩いてる』（あるいてる）は、モーニング娘。31枚目のシングル。
2006年11月8日に発売された。

## 概要
紺野あさ美、小川麻琴卒業後8人での初のシングル。2001年発売、12枚目のシングル「ザ☆ピ〜ス!」以来、5年ぶりとなる1桁人数でのシングル。「AS FOR ONE DAY」以来約3年半ぶりに、オリコンシングルチャートで1位を記録。6期の藤本美貴、亀井絵里、道重さゆみ、田中れいなは加入後最高位2位（「シャボン玉」、「大阪 恋の歌」）、7期の久住小春は加入後4作とも4位だったが、今作でモーニング娘。メンバーとして初のオリコン1位となり、7期までに在籍した歴代メンバー22人全員1位を経験した。この1位でピンク・レディーとタイ記録だった女性グループシングルCDオリコン1位回数を10作に伸ばし、単独1位とした。本シングルから47枚目のシングル「この地球の平和を本気で願ってるんだよ!」まで約5年、17作連続で1桁人数が続いた。
初回限定盤A、初回限定盤Bと通常盤の3形態で発売。初回限定盤AはDVD付属、Bは三方背BOXでブックレット封入。

## 収録曲
全作詞・作曲：つんく
1. 歩いてる
編曲：鈴木Daichi秀行
センターは高橋愛、久住小春。メインボーカルは藤本美貴、高橋愛、久住小春、田中れいな。
オリジナルバージョンはフェードアウトで終了するが、8thオリジナルアルバム『SEXY 8 BEAT』ではエンディング部分が全て収録されたアルバムバージョンで収録。
作詞・作曲のつんく♂も「シャ乱Q」として11月29日、同曲のセルフカバーシングル（詳細後述）をリリース。
2013年のベストアルバム『The Best!〜Updated モーニング娘。〜』では本作に参加した道重さゆみがソロでセルフカバー。こちらはEDM調でテンポがやや速くなり、ラストサビでキーが上がる等のリアレンジがされている[1]。
ミュージック・ビデオは、2004年の「女子かしまし物語」以来、2年ぶりのロケーション撮影。千葉県山武郡九十九里町のサンシャインステーブルスで行われた。
2. 踊れ! モーニングカレー
編曲：平田祥一郎
3. 歩いてる (Instrumental)

## 参加メンバー
- 4期：吉澤ひとみ
- 5期：高橋愛、新垣里沙
- 6期：藤本美貴、亀井絵里、道重さゆみ、田中れいな
- 7期：久住小春

## 参加ミュージシャン
- 鈴木Daichi秀行 - プログラミング&ギター (1)
- 竹上良成 - テナーサックス (1)
- 竹内浩明 - コーラス (1,2)
- 平田祥一郎 - プログラミング(2)
- つんく♂ - コーラス (2)

## 収録アルバム
- 7.5冬冬モーニング娘。ミニ!
- SEXY 8 BEAT
- モーニング娘。 ALL SINGLES COMPLETE 〜10th ANNIVERSARY〜
- The Best!〜Updated モーニング娘。〜

## シャ乱Qによるカバー
楽曲製作者・モーニング娘。プロデューサーのつんく♂によるセルフカバーが、シャ乱Qの20枚目のシングルとして、2006年11月29日にアップフロントワークス（zetimaレーベル）より発売された。

### 内容
活動再開、及びアップフロントワークス移籍第1弾シングル。モーニング娘。のタイプがミディアムダンスナンバーに対し、シャ乱Qのセルフカバーは、ロックバラードの曲。
前作同様、メンバーは編曲に参加しておらず、BOØWYやLINDBERGのプロデューサーだった月光恵亮によるプロデュース作品となった。

### 収録曲
1. 歩いてる
作詞･作曲:つんく 編曲:MOTO★G3、月光恵亮
2. チャンラリ チャリララ
作詞:つんく 作曲:はたけ 編曲:MOTO★G3、月光恵亮
3. 歩いてる(inst.)

### 収録アルバム
- GOLDEN☆BEST シャ乱Q (Disc2・#17)

### 参加ミュージシャン
- MOTO★G3 - ギター、プログラミング
- 竹内浩明 - コーラス